# Générac (Gard)
 Générac  es una población y comuna francesa, situada en la región de Languedoc-Rosellón, departamento de Gard, en el distrito de Nimes y cantón de Saint-Gilles.

## Demografía
| 1650 | 1682 | 1764 | 2113 | 2925 | 3223 |
| Para los censos de 1962 a 1999 la población legal corresponde a la población sin duplicidades (Fuente: INSEE [Consultar]) |      |      |      |      |      |